# 정승배
정승배(丁升培, 2003년 11월 9일 ~ )는 대한민국의 축구 선수로 포지션은 센터포워드, 오른쪽 윙어, 중앙 미드필더이며 현재 K리그1 수원 FC 소속이다.